# Можере, Мари
Мари Можере (фр. Marie Maugeret, 1844 — 1928) — французская писательница и консервативная католичка, ставшая феминисткой и активно продвигавшая христианский феминизм как противоядие от социализма.

## Ранние годы
Мари Можере родилась в 1844 году в Ле-Мане, департамент Сарта, Франция. Её отец был врачом; Мари получила обычное для девочек образование в монастыре урсулинок. Она унаследовала доход, который позволял ей комфортно жить, не работая. Она опубликовала несколько романов, книгу «Мысли» и нападки на протестантское движение Мартина Лютера с защитой католической ортодоксии, представленной иезуитом Игнатием Лойолой. Она основала журнал L’Echo littéraire de France, Sciences, arts, littérature в 1883 году и руководила типографией в Париже.
Можере присутствовала на международном конгрессе по правам женщин в Париже в 1896 году. Она не соглашалась с позицией многих участников по таким вопросам, как контроль над рождаемостью и развод, но выступала за улучшение прав женщин, соблюдая при этом консервативные католические принципы. Она хотела привлечь женщин, которые думали так же, как она, в общественную жизнь, чтобы защитить государство от социализма и усилить роль церкви.

## Христианский феминизм
Можере основала организацию христианского феминизма (Le Féminisme crétien) в 1896 году, а также одноимённый журнал. Этому делу она посвятила всю оставшуюся жизнь. Христианский феминизм Можере защищал семью как «основную социальную ячейку» и считал, что матери должны оставаться дома, но боролся за права женщин, вынужденных работать. В 1901 году был основан Национальный совет французских женщин (Conseil National des Femmes Français), который возглавила Сара Моно. Большинство членов были умеренными буржуазными республиканцами. Социалисты во главе с Луизой Сомоно и Элизабет Рено составляли ничтожное меньшинство левых этого движения. Их уравновешивали католические правые во главе с Мари Можере.
В 1902 году Можере основала Федерацию Жанны д’Арк (Fédération Jeanne d'Arc), которая спонсировала конгрессы католических женских организаций. На этих конгрессах Можере делала всё возможное, чтобы получить голоса в пользу избирательного права женщин. Её поддержала антисемитская и антидрейфусовская газета La Femme contemporaine. Жанна д’Арк использовалась как символ женской эмансипации, скрывающий тот факт, что церковь официально выступала против избирательного права женщин. Ежегодный Конгресс Жанны д’Арк якобы был посвящён работе над канонизацией Жанны, но также обсуждал социальные проблемы, такие как образование, права женщин и условия труда женщин. В 1906 году он одобрил избирательное право женщин на короткий период. Движение Жанны д’Арк было антисемитским и антиреспубликанским. Христианские феминистки сформировали национальный союз французских женщин, борющихся с «еврейской опасностью» и свободомыслием.
Федерация Жанны д’Арк объединила женские группы с разными мнениями. Жанна Лестра (1864–1951) основала Лигу французских женщин (Ligue des femmes françaises, LFF) 29 сентября 1901 года в Лионе. LFF участвовала 25–26 мая 1904 года в конгрессе Жанны д’Арк в Католическом институте, но в следующем году графиня Сен-Лоран дала понять, что LFF остаётся независимой от Федерации Жанны д’Арк, заявив, что федерация не имела в виду слияние. LFF подверглась критике Можере за то, что Лига слишком много говорила о правах и недостаточно о религии и правах Бога. Патриотическая лига француженок (фр. Ligue Patriotique des Françaises, LPDF) была основана 21 мая 1902 года базирующейся в Париже отколовшейся группой LFF, которая с подозрением относилась к роялистским тенденциям среди лионских участниц. Хотя LPDF также участвовала в конгрессах Жанны д’Арк, она не была по-настоящему феминистской и выступала против избирательного права женщин.
Католические женщины-феминистки стали сильной силой во Франции после того, как Папа Бенедикт XV одобрил избирательное право женщин в 1919 году, но противодействие со стороны политиков-мужчин задержало получение женщинами права голоса до 1944 года.
Мари Можере так и не вышла замуж. Она умерла в 1928 году.

## Взгляды
Мари Можере была ультрамонтанкой по своим религиозным взглядам, крайне консервативной католичкой. В политическом спектре она была правой, националисткой. Она была ярой антисемиткой, о чём свидетельствует её позиция во время дела Дрейфуса. Она думала, что главная роль женщины состоит в том, чтобы быть женой и матерью, но сказала, что женщины хотят «право быть такими, какие мы есть: людьми, одарёнными как разумом, так и сердцем, не идентичными мужчинам, но равными им, насколько они способны, а иногда и более способны, всегда более добросовестно и с большим чувством долга занимать не только низкое положение, которое они презирают, но и большинство тех, на которые они до сих пор сохраняли монополию». Она видела социальную несправедливость в том, что мужья присваивают имущество жены при вступлении в брак.